# فرد بینی
فرد بینی (انگلیسی: Fred Binney؛ زادهٔ ۱۲ اوت ۱۹۴۶) بازیکن فوتبال اهل بریتانیا است.
از باشگاه‌هایی که در آن بازی کرده‌است می‌توان به باشگاه فوتبال تورکی یونایتد، باشگاه فوتبال اکستر سیتی، باشگاه فوتبال پلیموث آرگیل، باشگاه فوتبال برایتون اند هوو آلبیون، و باشگاه فوتبال هرفورد یونایتد اشاره کرد.